# FN:s generalförsamlings resolution 2758
Förenta nationernas generalförsamlings resolution 2758 (förenklad kinesiska: 联合国大会2758号决议; traditionell kinesiska: 聯合國大會2758號決議; pinyin: Liánhéguó dàhuì 2758 hào juéyì) är en resolution som antogs av Förenta nationerna under generalförsamlingen den 25 oktober 1971.
Resolutionen ledde till att Folkrepubliken Kina (härefter Kina) erkändes som den lagliga regeringen av Kina istället för Republiken Kina (härefter Taiwan).

## Bakgrund
Sedan Kinas inbördeskrigs slut år 1949 har både Taiwan och Kina ansett att det endast finns ett Kina, men de två är oeniga om vilken som är Kinas lagliga regering. På grund av detta kan inte båda parter sitta i FN samtidigt. Då FN grundades gick den ursprungliga platsen till Taiwan.. Efter den kinesisk-sovjetiska brytningen närmade Albanien sig Kina, och Kina började ekonomiskt stöda den enda kommunistiska staten i Europa som inte tog parti för Sovjetunionen. Albanien kunde i sin tur ta upp frågor för Kinas räkning i FN, där Kina inte hade någon representation.
Redan i slutet av 1960-talet föreslog bl.a. Italien den så kallade "två Kinas lösning". Kina var emot detta och kommunicerade saken genom Albaniens delegater. USA var för att behålla båda Taiwan och Kina för att kunna utnyttja Kinas potentiella makt i sin kamp mot Sovjetunionen. Därtill ville USA inte eskalera situationen i Vietnam vidare..

## Röstning och resultat

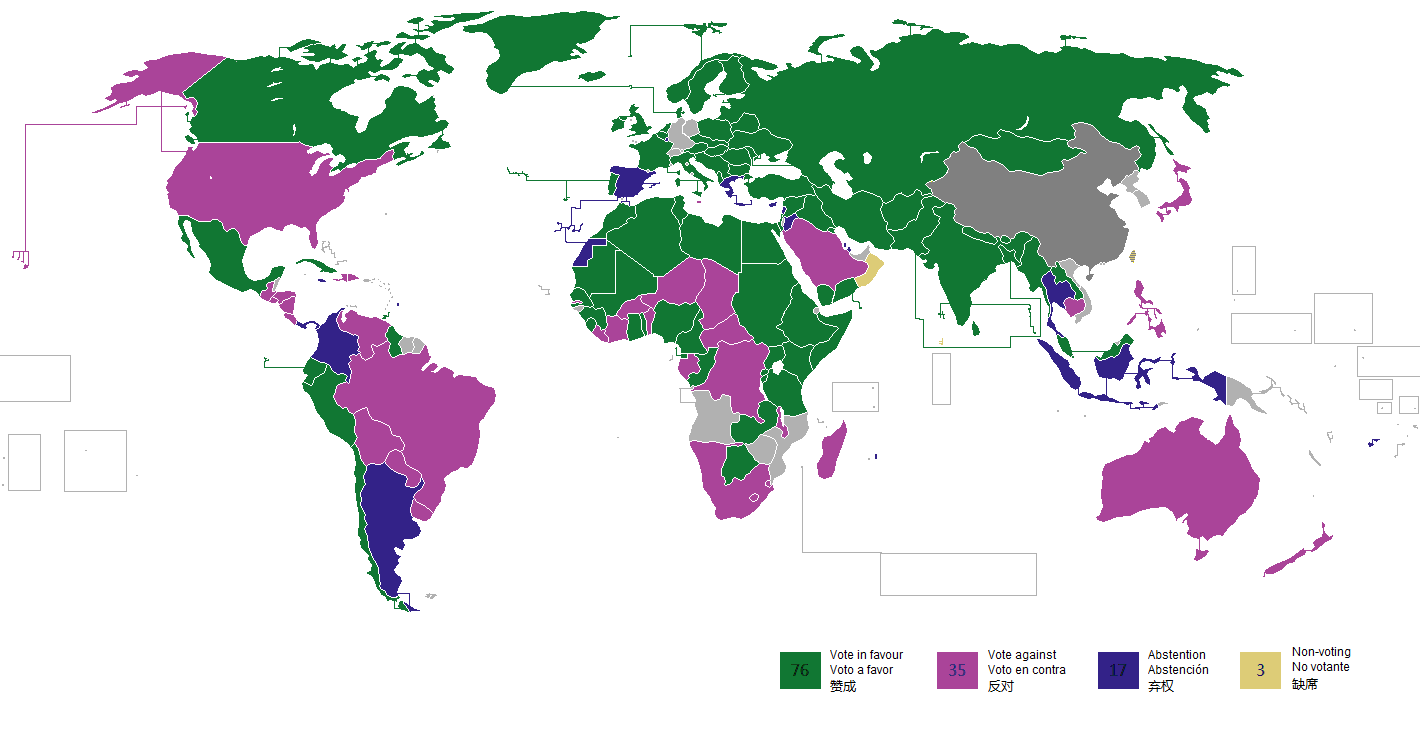
Röstningens resultat per medlemsstat

Under generalförsamlingens 26:e sessionen lade Albanien fram en motion om att ge Taiwans FN-plats till Kina, och enligt motionen bli av med "Chiang Kai-sheks block" i FN. Innan resolutionens antogs, lämnade Taiwans representanter generalförsamlingen för att undvika förnedrande.
För att resolutionen skulle antas krävdes att beslutet fattades med ⅔ majoriteten. Av FN:s 131 medlemsstater röstade 75 för Albaniens förslag, 35 emot och 17 avstod. Därtill fanns det tre stater som inte deltog i omröstningen.

## Konsekvenser och reaktioner
Taiwans största handelspartner, USA, upphörde med att erkänna Taiwan som Kinas lagliga regering under Jimmy Carter, år 1979. Enligt en tolkning återfick Kina genom resolutionen sin plats i FN, till exempel Albanien framhöll den tolkningen redan år 1971. Under 2021, femtio år efter att resolutionen antogs, framhöll Kinas president Xi Jingping betydelsen av resoultionen i ett tal som hölls för FN.
Sedan 1970-talet har Taiwan började bygga sin egen identitet som är skild från kinesiska. Att befrämja den taiwanesiska identitet har förstärktas speciellt under Tsai Ing-wens presidentskap.
Taiwan har försökt återinträda som medlem i FN och dess olika underorganisationer sedan 1993. Under coronaviruspandemin har Taiwan med stöd från bland annat USA förgäves försökt inkluderas i WHO:s arbete. Paraguay, Belize och Saint Kitts och Nevis argumenterade under 2021 för Taiwans möjlighet att återinträda som medlem i FN.